# Bonita BPM
Bonita BPM is een open source business process management- en workflow-suite, ontwikkeld in 2001.
Bonita BPM is gestart als een product van het Franse Institut national de recherche en informatique et en automatique (Inria), waarna het vervolgens een aantal jaren ontwikkeld werd door het Franse bedrijf Bull. Sinds 2009 wordt de ontwikkeling gedaan door het bedrijf Bonitasoft.

## Functionaliteiten
Bonita BPM bestaat uit 3 onderdelen:
- Bonita Studio: zorgt dat gebruikers grafisch hun processen kunnen ontwikkelen volgens de BPMN-standaard. De gebruikers kunnen ook hun proces koppelen aan andere delen van het informatiesysteem (zoals ERP, ECM, CRM en databases) om zelfstandige business applicaties te ontwikkelen die toegankelijk zijn als webformulier. In Bonita Studio kunnen de webformulieren grafisch ontwikkeld worden die aan de eindgebruiker getoond worden in het proces. Tevens heeft de Studio de mogelijkheid om processen te importeren die met andere technologieën zoals XPDL en jBPM zijn gemaakt. De Bonita Studio is een implementatie van Eclipse.
- Bonita BPM Engine: is een Java-api dat interactie mogelijk maakt met het BPM-proces. De engine bevat een REST-api en een EJB-api en is gebouwd op Hibernate.
- Bonita User Experience: is een portaal dat ervoor zorgt dat eindgebruikers hun taken kunnen beheren en uitvoeren in een webmailachtige omgeving. De Bonita User Experience zorgt dat beheerders hun processen kunnen administreren en rapporten opvragen over de voortgang. Het is gebouwd op de Google Web Toolkit.